# Acharacle
Acharacle  (gael. Àth Tharracail) – wieś na półwyspie Ardnamurchan, w Szkocji, w jednostce administracyjnej Highland. 

## Opis
Wieś położona 3,5 km na północny zachód od Salen, na południowo-zachodnim krańcu jeziora Loch Shiel, otoczona górami. Popularny ośrodek turystyczny, znany z połowów łososia i wycieczek po wzgórzach. W pobliżu wznosi się góra Beinn Resipol o wysokości 845 m (2774 stóp). W wiosce jest szkoła podstawowa, do której uczęszcza około 60 uczniów. W odległości ok. 3 mil (4,8 km) znajdują się ruiny zamku Tioram. 
W Acharacle odbywa się wiosną festiwal muzyki klasycznej – Loch Shiel Festival oraz Feis nan Garbh Chriochan (Festival of the Rough Bounds) w lipcu, trwający tydzień festiwal muzyki tradycyjnej, sztuki i dramatu gaelickiego. W miesiącach letnich odbywają się targi produktów w Acharacle Village Hall, podczas których można kupić lokalne produkty i wyroby rzemieślnicze, spróbować domowych potraw, wędzonych ryb i wypieków. 

## Galeria

Acharacle
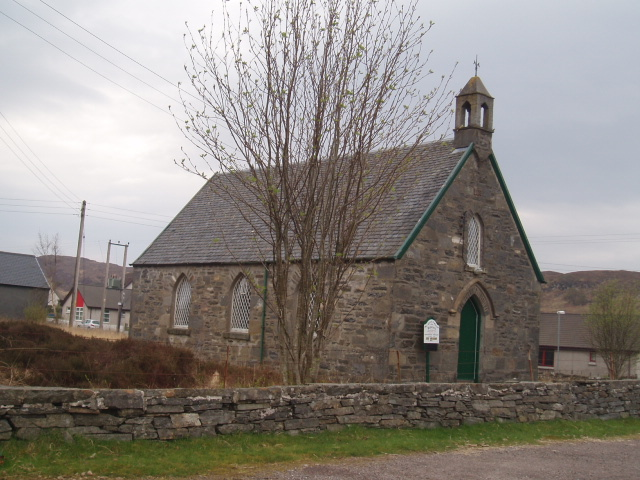
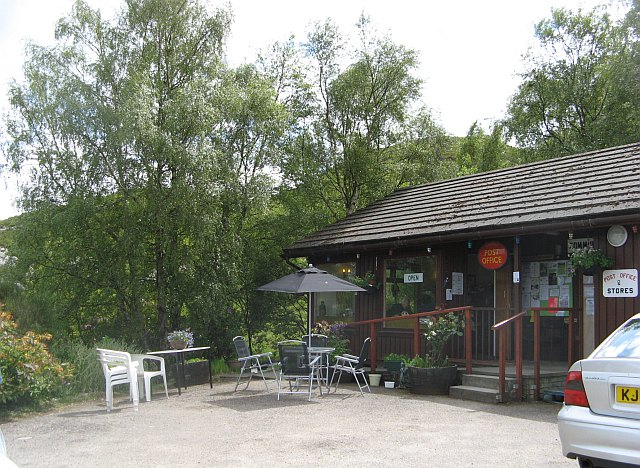
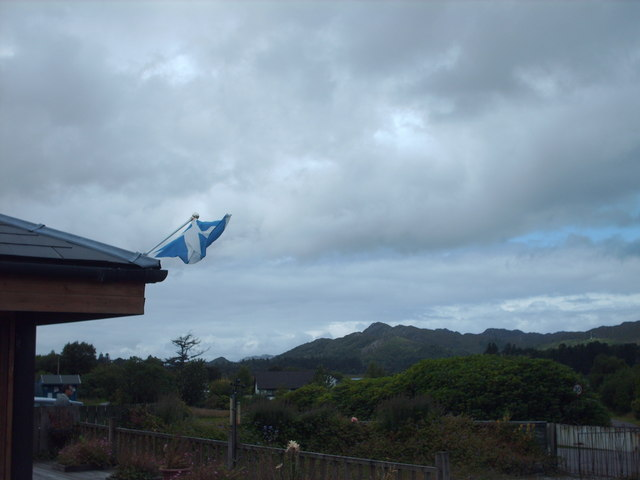
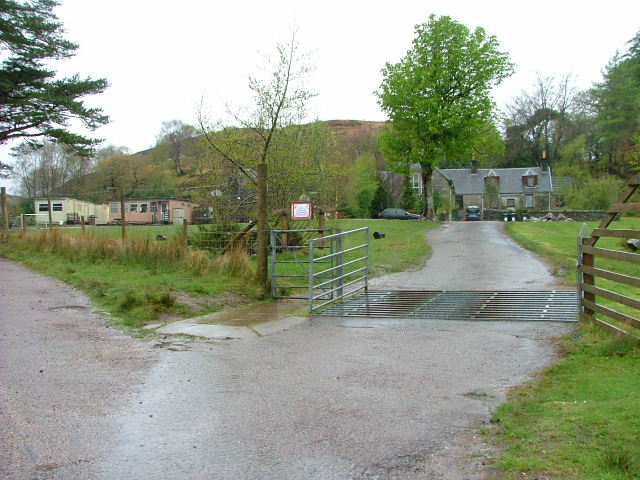